# Melhania dehnhardtii
Melhania dehnhardtii är en malvaväxtart som beskrevs av Karl Moritz Schumann. Melhania dehnhardtii ingår i släktet Melhania och familjen malvaväxter. Inga underarter finns listade i Catalogue of Life.